# Strada statale 45 (Polonia)
La strada statale 45 (sigla DK 45, in polacco droga krajowa 45) è una strada statale polacca che attraversa il Paese da Złoczew a Zabełków.